# One Chance
One Chance är tenoren Paul Potts debutalbum. Paul blev känd när han vann det brittiska talangprogrammet Britain's Got Talent.
Albumet har sålt platina i Sverige.

## Låtlista
1. Nessun dorma (Giacomo Puccini/Renato Simoni/Giuseppe Adami) – 2'56
2. Time to Say Goodbye (Franco Sartori/Frank Peterson/Lucio Quarantotto) – 4'06
3. Amapola (Garcia Lacalle/Albert Gamse) – 3'46
4. Everybody Hurts (Bill Berry/Peter Buck/Mike Mills/Michael Stipe) – 4'53
5. Caruso (Lucio Dalla) – 3'53
6. Nella fantasia (Ennio Morricone/Chiara Ferrau) – 4'28
7. You Raise Me Up (Brendan Graham/Rolf Lovland) – 4'04
8. My Way (Claude François/Gilles Thibaut/Jacques Revaux) – 4'29
9. Cavatina (Stanley Myers/Cleo Laine) – 3'49
10. Music of the Night (Andrew Lloyd Webber/Charles Hart/Richard Stilgoe) – 5'18